# Galeandra pilosocolumna
Galeandra pilosocolumna là một loài thực vật có hoa trong họ Lan. Loài này được (C.Schweinf.) D.E.Benn. & Christenson mô tả khoa học đầu tiên năm 2001.